# Vechiul Testament
Vechiul Testament este prima parte a Bibliei creștine. Conține cărțile Bibliei ebraice, deși într-o ordine diferită, la care anumite biserici adaugă și alte cărți, considerate ca apocrife sau cărți deuterocanonice în tradiția protestantă. În bibliile protestante cărțile apocrife nefiind canonice, pot fi adăugate într-o secțiune separată între Vechiul și Noul Testament. Bibliile catolice și ortodoxe păstrează cărțile respective în corpul canonic, considerându-le protocanonice. În funcție de conținutul canonic al Vechiului Testament, protestanții au 39 de cărți, pe când ortodocșii și catolicii au 46 de cărți biblice veterotestamentare, chiar dacă e vorba de exercitarea acelorași învățături, în cadrul aceleiași religii majore. 

## Text și dată
Vocalele au fost adăugate în secolul XI d.Hr. (în mod obișnuit ebraica se scrie fără vocale, iar textul biblic nu conținea spații sau semne de punctuație).
În documentarul History Channel The Bible Unearthed (Biblia dezgropată) prof. Richard Friedman, prezentat ca autoritate mondială în materie de Biblie ebraică afirmă că ea nu este o carte, ci un conglomerat de cărți, o întreagă bibliotecă având între 100 și 150 de autori, scrisă de-a lungul unui mileniu. Data cea mai timpurie la care a început scrierea Bibliei ar putea fi 922 î.Hr., conform lui Richard Elliott Friedman. Cele mai vechi manuscrise ale Bibliei sunt sulurile de argint, ele datează din 587-586 î.Hr. și sunt scrise în paleo-ebraică.

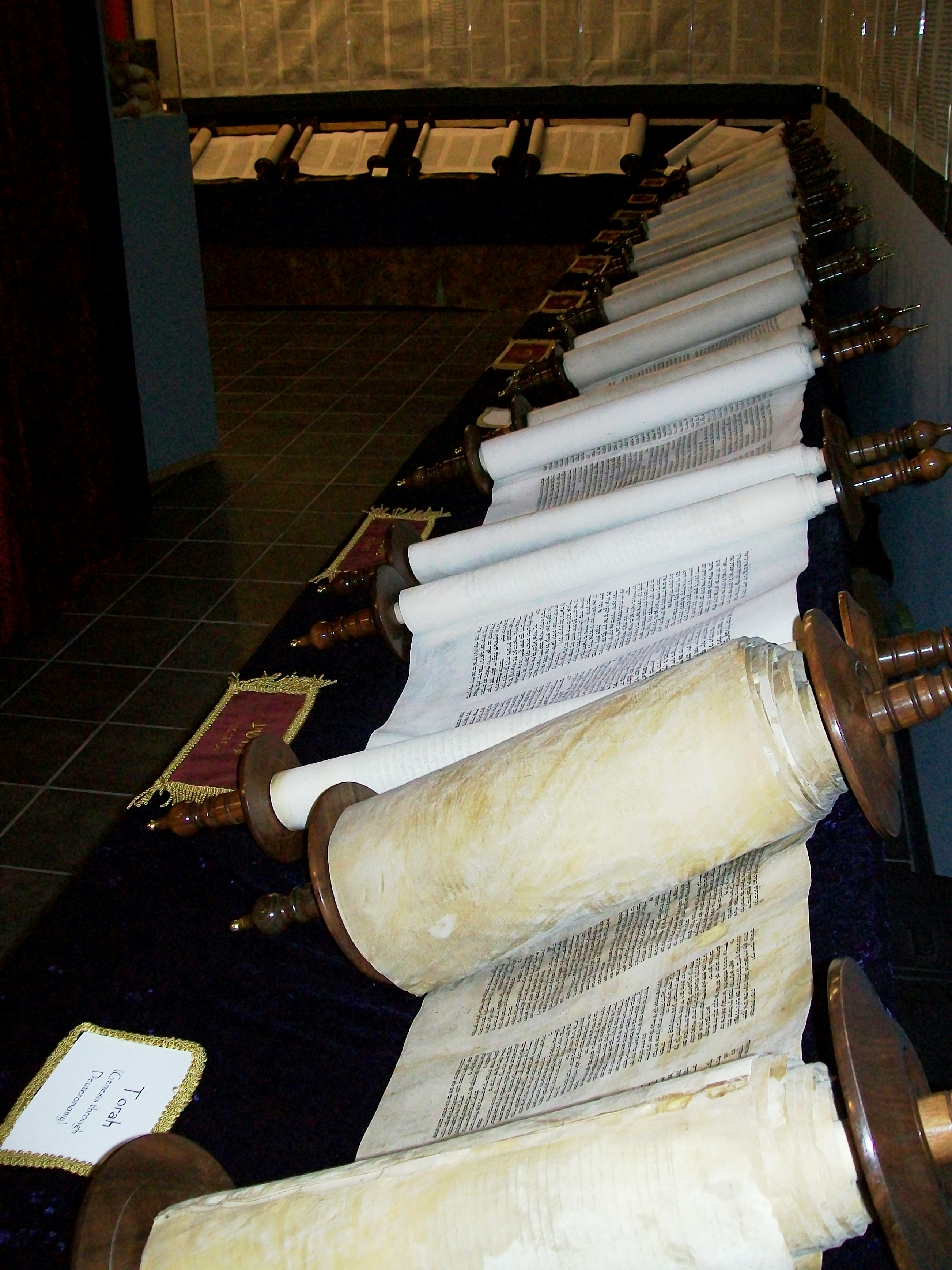

În timp ce unele dintre manuscrisele biblice din Qumran sunt aproape identice cu textul masoretic, sau tradițional, ebraic al Vechiului Testament, unele manuscrise din cărțile Exodul și Samuel găsite în Peștera Patru prezintă diferențe dramatice atât în limbaj, cât și în conținut. În gama lor uimitoare de variante textuale, descoperirile biblice de la Qumran i-au determinat pe cercetători să reconsidere teoriile odată acceptate ale dezvoltării textului biblic modern din doar trei familii de manuscrise: a textului masoretic, a originalului ebraic al Septuagintei și al Pentateuhului samaritean. Acum devine din ce în ce mai clar că scriptura Vechiului Testament a fost extrem de fluidă până la canonizarea sa în jurul anului 100 d.Hr.

## Cărți
- Pentateuhul
  - Facerea / Geneza
  - Ieșirea / Exod
  - Levitic
  - Numeri
  - Deuteronom
- Cărțile istorice
  - Iosua
  - Judecători
  - Rut
  - Cartea întâi a Regilor / 1 Samuel
  - Cartea a doua a Regilor / 2 Samuel
  - Cartea a treia a Regilor / 1 Regi
  - Cartea a patra a Regilor / 2 Regi
  - Cartea întâi Paralipomena / 1 Cronici
  - Cartea a doua Paralipomena / 2 Cronici
  - Ezra
  - Neemia
  - Estera
- Cărțile poetice
  - Iov
  - Psalmi
  - Proverbe
  - Ecleziast
  - Cântarea Cântărilor
- Cărțile profetice majore
  - Isaia
  - Ieremia
  - Plângerile lui Ieremia
  - Ezechiel
  - Daniel
- Cărțile profetice minore
  - Osea
  - Ioel
  - Amos
  - Obadia
  - Iona
  - Mica
  - Naum
  - Habacuc
  - Țefania
  - Hagai
  - Zaharia
  - Maleahi
- Apocrife prezente în Bibliile romano-catolică, grecești și slavone
  - Cartea lui Tobit
  - Iudita
  - Adăugirile la Cartea Esterei
  - Înțelepciunea lui Solomon
  - Ben Sirach (Liber Ecclesiasticus)
  - Baruh
  - Epistola lui Ieremia
  - Adăugirile la Daniel
    - Rugăciunea lui Azaria și cântarea celor trei tineri
    - Istoria Susanei
    - Bel și dragonul

  - 1 Macabei
  - 2 Macabei
- Apocrife prezente în Bibliile grecească și slavonă
  - 1 Ezdra
  - Rugăciunea lui Manase
  - Psalmul 151
  - 3 Macabei
- Apendice la Vulgata și Biblia slavonă
  - 2 Ezdra
- Apendice la Biblia grecească
  - 4 Macabei